# Ꙓ
Ꙓ (jotovaný jat, minuskule ꙓ) je již běžně nepoužívané písmeno cyrilice. Písmeno se vyskytuje pouze ve starých textech a i tam se vyskytuje vzácně.
Písmeno je jotovanou variantou písmena Ѣ (jat).
V hlaholici odpovídající písmeno neexistuje.